# Heinrich von Kleist
Pour les articles homonymes, voir Kleist.
Heinrich von Kleist [ˈhaɪ̯nʁɪç fɔn ˈklaɪ̯st], de son nom complet Bernd Heinrich Wilhelm von Kleist né à Francfort-sur-l'Oder le 18 octobre 1777 et mort à Berlin dans le quartier de Wannsee le 21 novembre 1811, est un écrivain prussien, poète, dramaturge et essayiste.

## Biographie

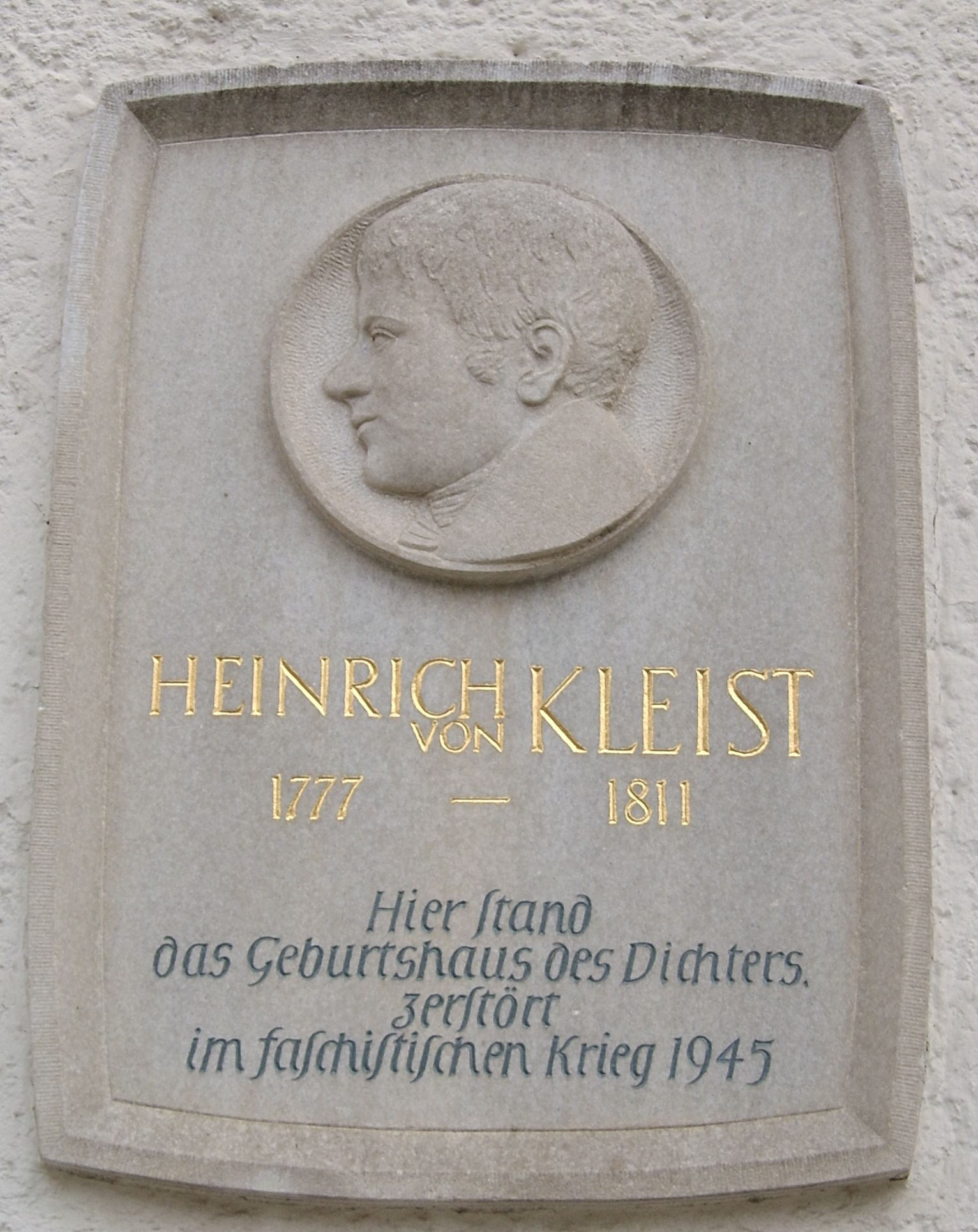
Plaque apposée à l'emplacement de la maison natale de Kleist, à Francfort-sur-l'Oder. Inscription : « Ici se tenait la maison natale du poète. Détruite pendant la guerre fasciste en 1945 »

Issu d'une famille noble de militaires, fils de Joachim Friedrich von Kleist et de sa seconde épouse Juliane Ulrike von Pannwitz, il est confié à un précepteur à Francfort-sur-l'Oder et étudie avec son cousin, Charles von Pannwitz.
En 1788, alors qu'il n'a que onze ans, son père, capitaine au régiment du prince Léopold de Brunswick-Wolfenbuttel (de) à Francfort, meurt, laissant sa femme et ses enfants dans une situation financière difficile. Une demande de pension ayant été rejetée, de même qu'une requête pour intégrer Heinrich à l’académie militaire de Prusse, ce dernier étudie à l'école de la communauté réformée française de Berlin, avant d'entrer en 1792 dans l'armée prussienne comme caporal au régiment de la Garde de Potsdam. Il participe au siège de Mayence et au blocus de Mayence. Le 3 février 1793, il perd sa mère.
En 1799, il démissionne de l'armée et s'inscrit à l'université de Francfort-sur-l'Oder : il y étudie les mathématiques et les sciences naturelles. En 1800, il se fiance avec Wilhelmine von Zenge. Refusant de réintégrer l'armée, il travaille comme fonctionnaire à Berlin. En 1801, il lit Kant, ce qui le plonge dans une profonde dépression, car il en retire l'idée que la vérité est inaccessible.
Après un voyage en France avec sa demi-sœur, Ulrike, de trois ans son aînée, il s'installe à Thoune près de Berne où il termine sa première pièce, La Famille Schroffenstein. En 1802 il se sépare de sa fiancée Wilhelmine et tombe malade. Un médecin lui diagnostique une « mélancolie morbide ». Sa sœur le ramène à Weimar. La Famille Schroffenstein est publiée anonymement l'année suivante. Cette année 1803 est synonyme de voyages : Leipzig, Dresde, Berne (en juillet), Milan, Genève, Paris (à la mi-octobre). En octobre, après avoir brûlé le manuscrit de Robert Guiscard, il quitte secrètement la capitale française et part, à pied et sans passeport, jusqu'au camp de Boulogne, afin de s'engager dans l'armée française, qui prépare l'invasion de l'Angleterre, et y mourir.
Tandis qu'à Paris, son ami Ernst von Pfuel recherche son cadavre à la morgue, le croyant mort, il arrive à Saint-Omer le 23 octobre. Après un premier échec il retourne à Paris, avant de faire une nouvelle tentative le 18 novembre. Puis, renonçant à ses projets, il obtient un passeport auprès de l'ambassade de Prusse et retourne en Allemagne. Tombé malade peu après, il s'arrête à Mayence où il demeure alité six mois et termine Robert Guiscard. Il est soigné par Georg Wedekind, médecin jacobin, qui tente de lui obtenir une place dans l'administration française de Coblence, mais il repart vers Berlin où il arrive au début de l'été 1804, après une visite à Ludwig Wieland, fils de Christoph Martin Wieland, à Weimar et un passage par Francfort-sur-l'Oder et Potsdam.

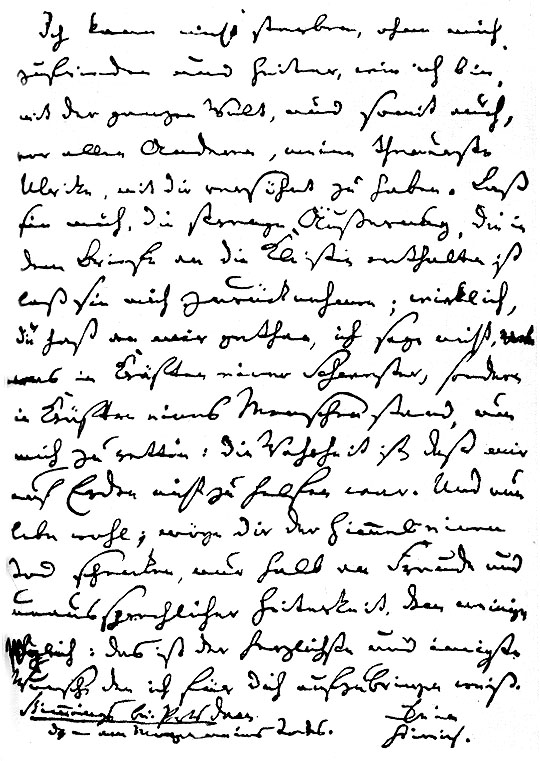
Lettre de suicide de Kleist.

À l'automne suivant, ses amis lui obtiennent une place de stagiaire à l'administration des Domaines à Kœnigsberg, où il arrive en mai 1805, revoit ses premières compositions et écrit Michael Kohlhaas, La Marquise d'O... et Amphitryon d'après Molière. En février 1806, il demande un rallongement de six mois de ses études. Toutefois, en juin, renonçant définitivement à une carrière de fonctionnaire, il demande à quitter le service, prétextant des problèmes de santé. Il termine la pièce La Cruche cassée.
En janvier 1807, voulant se rendre à Dresde, il est à nouveau soupçonné d'espionnage par l'état-major français à Berlin, qui lui refuse un laissez-passer. À cette époque, Napoléon Ier, fraîchement couronné empereur des Français le 2 décembre 1804, et successivement vainqueur à Ulm et à Austerlitz en 1805, puis à Iéna et Auerstadt en 1806, est entré en vainqueur à Berlin (novembre 1806), où il a décrété le blocus continental. Kleist, arrêté avec ses amis Karl Franz von Gauvain et Christoph Adalbert von Ehrenberg par les Français, est envoyé comme prisonnier de guerre en France, où il est incarcéré au fort de Joux du 5 mars au 9 avril 1807, puis transféré à Châlons-sur-Marne, avant d'être libéré le 13 juillet, après la paix de Tilsit.

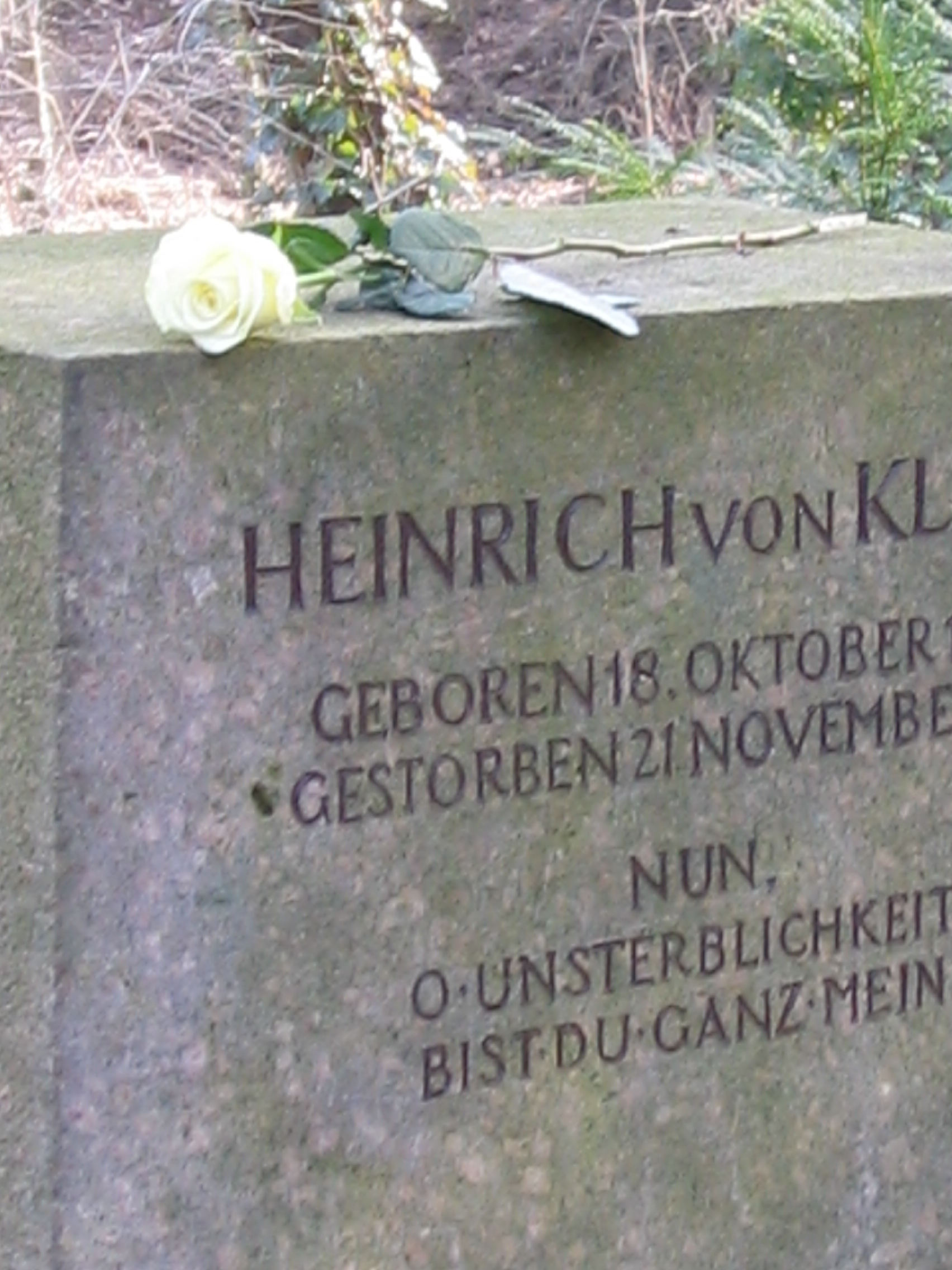
La tombe de Kleist avec un vers tiré de sa pièce Le Prince de Hombourg

Sa pièce Amphitryon est publiée à Dresde par Adam Müller, avec lequel il se lie d'amitié et qui est à la tête d'un groupe littéraire actif (avec Körner von Bual, Tieck, Sophie von Haza…). Installé à Dresde le 31 août 1807, Kleist publie sa nouvelle Tremblement de terre au Chili, finit Penthésilée et Käthchen de Heilbronn.
En 1808, paraît le premier numéro de la revue littéraire Phœbus, fondée avec Adam Müller. Kleist propose à Goethe d'y collaborer, mais celui-ci refuse, critiquant sévèrement Kleist. Phœbus ne dure qu'un an. La même année paraît La Marquise d'O..., tandis qu'est représentée pour la première fois La Cruche Cassée. Un fragment de Michael Kohlhaas voit le jour, ainsi que La Bataille d'Hermann, pièce qui sera interdite de représentation en 1809 et qui sera publiée seulement dix ans après la mort de l'auteur.
En 1810, Kleist est animé par l'espoir d'une coalition entre la Prusse et l'Autriche contre Napoléon. Il décide d'écrire un drame en honneur de la famille Hohenzollern: Le Prince de Hombourg, inspiré des Mémoires pour servir à l'histoire de la maison de Brandebourg de Frédéric II. La même année, Kleist lance sa deuxième revue littéraire : des journaux destinés à être publiés cinq fois par semaine, les Abendblätter, aux contenus fort patriotiques. En novembre, il rencontre une femme mariée, par ailleurs musicienne, Henriette Vogel, avec qui il échange une correspondance amoureuse.
En 1811, sont publiés La Cruche cassée et sa nouvelle, Les Fiancés de Saint-Domingue. Les Abendblätter s'arrêtent. Kleist demande et obtient sa réintégration dans l'armée. Il adresse à Henriette les Litanies de la Mort. Au matin de son dernier jour, Heinrich von Kleist a écrit à sa demi-sœur Ulrike : « La vérité c’est qu’on ne pouvait pas m’aider sur terre ». Heinrich et Henriette se donnent rendez-vous à Wannsee, près de Potsdam, où ils se donnent la mort : Kleist tue Henriette puis retourne l'arme contre lui.
On peut lire sur sa tombe un vers tiré du Prince de Hombourg : « Nun, o Unsterblichkeit, bist du ganz mein » (Maintenant, ô immortalité, tu es toute à moi !)

## Principales œuvres

### Romans et nouvelles
- Histoires (Erzählungen), 2 tomes, 1810-1811:
- Récits, traduit par Pierre Deshusses, in Œuvres complètes, tome II, 308 p. Paris, Le Promeneur, 1999  (ISBN 2-07-075302-6):
  - Le Tremblement de terre au Chili (Das Erdbeben in Chili), paru dans le Morgenblatt à Stuttgart en septembre 1807 (traduit par Pierre Deshusses, Le Promeneur, 1999);
  - La Marquise d'O... (Die Marquise von O...), paru dans Phœbus en février 1808 (traduit par Armel Guerne, Phébus, 1976 ; adapté au cinéma par Éric Rohmer en 1976 - traduit par Pierre Deshusses, Le Promeneur, 1999) ;
  - Michael Kohlhaas, 1810 (traduit par Armel Guerne, Phébus, 1983 - traduit par Pierre Deshusses, Le Promeneur, 1999) ; adapté au cinéma par Arnaud des Pallières (Présenté en compétition officielle lors du Festival de Cannes 2013, le film fait sa sortie généralisée le 14 août 2013).
  - Les Fiançailles à Saint-Domingue (Die Verlobung in St. Domingo), 1808 (traduit par Pierre Deshusses, Le Promeneur, 1999) ;
  - La Mendiante de Locarno (Das Bettelweib von Locarno), 1810 (traduit par Pierre Deshusses, Le Promeneur, 1999) ;
  - L'Enfant trouvé (Der Findling), 1811 (traduit par Pierre Deshusses, Le Promeneur, 1999);
  - Sainte Cécile ou la puissance de la musique (Die heilige Cäcilie oder die Gewalt der Musik), 1810 (traduit par Pierre Deshusses, Le Promeneur, 1999 ;
  - Le Duel (Der Zweikampf), 1811 (traduit par Pierre Deshusses, Le Promeneur, 1999).

### Théâtre
- Théâtre, in Œuvres complètes, tome IV, 610 p.. Paris, Le Promeneur, 2002: Penthésilée, Käthchen de Heilbronn, La Bataille d'Hermann, Le Prince Friedrich von Homburg + variantes. Trad. Pierre Deshusses et Irène Kuhn  (ISBN 2-07-076564-4)
- La Famille Schroffenstein (Die Familie Schroffenstein), 1803 (publié en 1822) ;
- Robert Guiscard (Robert Guiskard), manuscrit brûlé par l'auteur à Paris en 1803, dont il ne reste que dix scènes, retranscrites de mémoire à Dresde en 1807 et publiées dans Phœbus en mai 1808 ;
- Amphitryon (Amphitryon: Ein Lustspiel nach Molière), écrit et paru en 1807, créé en 1989 ;
- Penthésilée (Penthesilea), écrit en 1805-1807, publié en 1808, créé en 1876 ;
- La Cruche cassée (Der zerbrochene Krug), 1808 ;
- L'Ordalie ou la Petite Catherine de Heilbronn (Das Käthchen von Heilbronn), 1810, créé à Vienne en 1810 (adaptation française de Jean Anouilh) ;
- La Bataille d'Arminius (Die Hermannsschlacht), écrit en 1808, paru en 1821, créé en 1839 ;
- Le Prince de Hombourg (Prinz Friedrich von Homburg), écrit en 1808-1810, paru et créé en 1821 (adapté au cinéma par Marco Bellocchio en 1997).

### Œuvres théoriques
- Petits écrits (Œuvres complètes, tome I), trad. Pierre Deshusses et Jean-Yves Masson, Paris, Le Promeneur, 1999, 384 p.  (ISBN 2-07-074948-7)
- Essai sur le bonheur (Aufsatz, den sichern Weg des Glücks zu finden), écrit probablement en 1799 ;
- Sur l'élaboration progressive des idées par la parole (Über die allmähliche Verfertigung der Gedanken beim Reden), trad. Pierre Deshusses, Paris, Le Promeneur, 1999 in Petits Ecrits.
- Considérations sur le cours du monde (Betrachtungen über den Weltlauf), paru dans les Berliner Abendblätter le 9 octobre 1810, trad. Pierre Deshusses, Paris, Le Promeneur, 1999, in Petits Ecrits;
- Paradoxe de la réflexion (Von der Überlegung. (Eine Paradoxe)), paru dans les Berliner Abendblätter le 7 décembre 1810 ;
- Sur le théâtre des marionnettes (Über das Marionettentheater), trad. Pierre Deshusses, Paris, Le Promeneur, 1999 in Petits Ecrits;
- Lettre d'un jeune poète à un jeune peintre (Brief eines jungen Dichters an einen jungen Maler), 1810 ;
- Lettre d'un poète à un autre poète (Brief eines Dichters an einen anderen), 1811.
- L'Élaboration de la pensée par le discours (trad. Jacques Decour), 1910-1942

## Thématiques kleistiennes
- Sa Correspondance complète 1793 - 1811. (Correspondance. Oeuvres complètes, tome V. trad. J.C.Schneider, Paris, Le Promeneur, 1999, 486 p.  (ISBN 2-07-075749-8)

Le journal que tenait Kleist et qu'il appelait Histoire de mon âme ayant disparu sans doute à jamais, c'est dans sa Correspondance qu'il faut aller chercher ce que cet homme qui se disait « inexprimable » a pu tenter de livrer directement de lui-même. Kleist, en qui chacun reconnaît aujourd'hui le « vrai poète tragique de l'Allemagne », resta tout à fait incompris de ses contemporains. Rejeté par Goethe avec la brutalité meurtrière que l'on sait, alors que Kleist lui soumettait sa Penthésilée dans les termes d'une humilité devenue fameuse (« je mets mon cœur à genoux devant vous » - lettre du 24 janvier 1808), il ne fut jamais accepté par les Romantiques eux-mêmes qu'avec réticence, gêne ou embarras. Il faudra attendre Nietzsche pour que la « singularité » encombrante de Kleist soit reconnue pour ce qu'elle est : la sublime « impossibilité de vivre » une existence privée d'absolu. Et Nietzsche cite la lettre, devenue fameuse elle aussi, où Kleist dit comment la lecture de Kant l'a réduit au désespoir, lui retirant tout but, une existence condamnée au relatif devenant l'« incurable » même.
- Sur l'élaboration progressive des idées par la parole (1805-1806).

« Si tu veux savoir quelque chose et ne peux le trouver par la méditation, je te conseille (...) d'en parler avec la première personne de ta connaissance que tu rencontreras ». Voilà les premiers mots de cet essai, qui soutient une idée peu commune. Kleist y énonce que, comme l'appétit vient en mangeant, les idées viennent en parlant. Que l'on ne conçoit donc pas ces idées d'abord, pour les exprimer ensuite, mais que les idées se conçoivent au fur et à mesure que l'on parle.
- Sur le théâtre de marionnettes (1810).

Cet essai aborde la question de la grâce au théâtre. Le poète converse avec un premier danseur de l'opéra, qui place les marionnettes au-dessus de l'homme. Il prétend qu'un danseur qui veut se perfectionner peut beaucoup apprendre d'elles. Car elles ont un avantage : l'absence de sentiments, d'affectation. L'homme, au contraire, est un être conscient et est le plus souvent à la recherche de l'effet à produire. Or voilà ce qui empêche la grâce d'advenir. La grâce apparaît si le danseur est inconscient de la beauté du geste effectué. L'homme, qui possède la connaissance et l'affectation, est plus lourd que la marionnette, innocente, spontanée. Elles ne connaissent rien de l'inertie de la matière : elles effleurent seulement le sol. Leur état d'innocence les place entre la conscience infinie d'un dieu et la spontanéité d'un animal. L'artiste qui veut convoquer la grâce dans son art devra travailler à se rapprocher de ces deux extrémités : conscience infinie ou inconscience animale. Cet essai aura une influence considérable, au XXe siècle, sur les développements d'ordre artistique au Bauhaus, par l'intermédiaire d'Oskar Schlemmer, son professeur de l'atelier théâtre. Oskar Schlemmer, de par ses propres réflexions, était attiré par les figurines, marionnettes, ou pantins, pour leurs mouvements mécaniques, qu'ils considérait fondamentalement harmonieux. Lorsqu'il prit connaissance de l'ouvrage de von Kleist, il fut encouragé dans sa démarche, et appliqua ces principes avec plus de force.

## Postérité

### Rues, places et parcs
De nombreuses rues ont été nommées en hommage à Kleist, entre autres à Bonn, Vienne, Potsdam, Cologne, Mülheim, Leipzig, Berlin, Brunswick, Bad Homburg, Wolfsbourg ou Dresde. Des places Kleist existent à Kitzingen, Leverkusen ou Wuppertal.
Le forum Heinrich-von-Kleist (Heinrich-von-Kleist-Forum) est un centre pédagogique et culturel à Hamm. La Realschule Heinrich-von-Kleist se trouve à Heilbronn.
Il existe un musée Kleist et un parc Kleist à Francfort-sur-l'Oder. Le Parc Heinrich-von-Kleist à Berlin-Kreuzberg abrite la Kammergericht.
Le prix Kleist est décerné par la Société Heinrich-von-Kleist (Heinrich-von-Kleist-Gesellschaft).

### Mises en scène

#### France
- La Petite Catherine de Heilbronn
  - Mise en scène et traduction d’Éric Rohmer, Nanterre, Festival d'Automne, 1980.
  - Mise en scène de Pierre Romans, Tinel de la Chartreuse, Festival d'Avignon, 1987.
  - Mise en scène de Florian Sitbon, 2008.
  - Mise en scène d'André Engel, Ateliers Berthier - Odéon, Paris, 2008. Molière 2008 de la compagnie dans une traduction de P. Deshusses.
  - Mise en scène d’André Engel, Théâtre National Populaire, Villeurbanne 2010.
  - Mise en scène de Coralie Pradet, Compagnie Libre d'Esprit[8], 2010.

- Le Prince de Hombourg
  - Dans le rôle-titre, Gérard Philipe. Un des spectacles les plus prestigieux monté par Jean Vilar au Théâtre national populaire, Festival d'Avignon, 1951.
  - L'acteur Georges Wilson en parle dans l'émission de Jacques Chancel, Radioscopie (archives INA. Spectacle repris par Vilar en 1956.
  - Mise en scène de Matthias Langhoff (avec Manfred Karge (de)), 1984.
  - Mise en scène de Daniel Mesguich, Athénée-Louis Jouvet, mars-avril 2005.
  - Mise en scène de Françoise Maimone, Cie Françoise Maimone, théâtre Astrée de Villeurbanne, 2008. Traduction Irène Kuhn et Pierre Deshusses. Musiques de Gérard Maimone.
  - Mise en scène de Marie-Josée Malis, théâtre Garonne, Toulouse, 2009.

- La Cruche cassée
  - Mise en scène de Jean Dasté, Comédie de Saint-Étienne, 1962.
  - Mise en scène de Jean-Pierre Vincent, lycée Louis-le-Grand, Paris, 1962-1963. (Patrice Chéreau s'occupait de la scénographie).
  - Mise en scène de Bernard Sobel, théâtre de Gennevilliers, 1984.
  - Mise en scène de Philippe Berling, théâtre de l'Est parisien, Paris, 1998.
  - Mise en scène de Frédéric Bélier-Garcia, théâtre de la Commune, Aubervilliers, 2007.

- La Famille Schroffenstein
  - Mise en scène d'Éloi Recoing, théâtre des Treize vents, Montpellier, 1992.
  - Mise en scène de Stéphane Braunschweig, théâtre national de Strasbourg, 2002-2004.

- Penthésilée
  - Mise en scène d'André Engel, Théâtre National de Strasbourg, 1980-1981
  - Mise en scène de Pierre Romans, Festival d'Avignon, Théâtre Nanterre-Amandiers, 1987-1988.
  - Mise en scène de Julie Brochen, Théâtre de l'Odéon, Paris, 1998.
  - Michèle Jung www.kleist.fr. Das Paradies ist verriegelt…. Intro du livret de l'Opéra en un acte de René Koering. Scènes de Chasse, d'après Penthesilea. Créé à l'Opéra Berlioz en 2008.

- La Marquise d'O
  - Mise en scène de Lukas Hemleb, Maison de la culture d'Amiens, 2006.
  - Mise en scène et adaptation de Nikson Pitaqaj, Compagnie Libre d'Esprit, Théâtre de l'Epée de Bois, Cartoucherie, 2010.

- Sur le théâtre de marionnettes
  - Mise en scène de Stéphane Braunschweig, Festival d'Avignon, 1994.

- Amphitryon
  - Mise en scène de Bernard Sobel, MC 93 Bobigny, 2010

#### Belgique
À l'affiche : Kohlhaas, par le Théâtre Agora, de Saint-Vith, 2012, inspiré de Michael Kohlhaas, le marchand de chevaux, également en version allemande : Heute : Kohlhaas.

### Adaptations cinématographiques
- Michael Kohlhaas :
  - Michael Kohlhaas (Michael Kohlhaas - Der Rebell), film de Volker Schlöndorff, 1969
  - Ragtime, film de Miloš Forman, 1981
  - Jack Bull, téléfilm de John Badham, 1999
  - Michael Kohlhaas, film d'Arnaud des Pallières, 2013
- La Marquise d'O :
  - La Marquise d'O, téléfilm de Claude Barma, 1959
  - La Marquise d'O..., film d'Éric Rohmer, 1976
- Catherine de Heilbronn :
  - Catherine de Heilbronn, téléfilm d'Éric Rohmer, 1980
- Le Prince de Hombourg :
  - Il principe di Homburg, film de Marco Bellocchio, 1997
- L'Enfant trouvé :
  - Un amour interdit, film de Jean-Pierre Dougnac, 1984
  - L'enfant, film de Marguerite de Hillerin et Félix Dutilloy-Liégeois, 2022[9]
- Sur Heinrich von Kleist et Henriette Vogel
  - Amour fou (drame) de Jessica Hausner, 2014

#### En français
- Roger Ayrault:
  - Heinrich von Kleist, Paris, Nizet et Bastard, 1934 ; Aubier-Montaigne, 1966.
  - La Légende de Heinrich von Kleist: un poète devant la critique, Librairie Nizet & Bastard, 1934.
- Patrick Fort, Le Voyage à Wannsee, Gallimard, 2018.
- Claude Gaudin, La Marionnette et son théâtre : le théâtre de Kleist et sa postérité, Presses universitaires de Rennes, 2007.
- Jean-Paul Goux, La Voix sans repos, Éditions du Rocher, Monaco, 2003.
- Jean Grosjean, Kleist, Gallimard, 1985.
- Friedrich Gundolf, Heinrich von Kleist, éditions du Félin, 2011.
- Michèle Jung:
  -  La perversion dans l'écriture de Heinrich von Kleist, http://www.kleist.fr/category/lire-kleist/recherche/, Éditions Septentrion (ANRT 27734), 1996,  (ISBN 2-284-01044-X)
  - Lire Kleist aujourd'hui, Michèle Jung, Climats, 1997.
  - Michèle Tournois-Jung (cf. plus bas)
- Claude Le Manchec, Kleist contre Kant, Furor (Genève), 2019.
- Jean-Charles Lombard, Henri de Kleist, Éditions Seghers, coll. Écrivains d'hier et d'aujourd'hui, no 28, 1967.
- Joachim Maass, Heinrich von Kleist : histoire de sa vie (traduction de l'allemand par Jean Ruffet), Payot, 1989.
- Pierre Mari, Kleist, un jour d'orgueil, Perspectives critiques, PUF, 2003.
- Alain Muzelle, L'Écriture de Kleist comme élaboration progressive du discours : une étude stylistique des nouvelles, Lang, 1991.
- Marthe Robert :
  - Heinrich von Kleist: dramaturge, L'Arche, 1955.
  - Un homme inexprimable: essai sur l'œuvre de Heinrich von Kleist, L'Arche, 1981.
- Joël Schmidt, Heinrich von Kleist : biographie, Éditions Julliard, 1995.
- Michèle Tournois-Jung:
  - La Penthésilée de Kleist ou la perversion d'une tragédie, Mémoire de D.E.A., Littérature et civilisation française, Montpellier, Université Paul Valéry, 1991.
  - Michèle Jung (cf. plus haut).

#### En allemand
- Dirk de Pol, Das Erhabene bei Kleist. In: Dirk de Pol: Epochensplitterbruch. Pandavia, Berlin 2021, p. 24-52.  (ISBN 978-3-7531-5486-2)
- Suzan Bacher & Wolfgang Pütz (de), Heinrich von Kleist: Die Marquise von O./Das Erdbeben in Chili. Lektürehilfen inklusive Abitur-Fragen mit Lösungen, Klett Lerntraining, Stuttgart, 2009, 144 p.  (ISBN 978-3-12-923055-8)
- (de) Felix Bamberg, « Kleist, Heinrich von », dans Allgemeine Deutsche Biographie (ADB), vol. 16, Leipzig, Duncker & Humblot, 1882, p. 127-149
- Jens Bisky (de): Kleist. Eine Biographie. Rowohlt, Berlin 2007  (ISBN 978-3-87134-515-9).
- Günter Blamberger (de): Heinrich von Kleist. Biographie, S. Fischer, Francfort-sur-le-Main, 2011  (ISBN 978-3-10-007111-8).Erhielt den Preis: „Geisteswissenschaften International. Preis zur Förderung der Übersetzung geisteswissenschaftlicher Literatur“, 2012. Koordination Association allemande du commerce du livre (de).
- Otto Brahm, Heinrich von Kleist, Allgemeiner Verein für Deutsche Literatur, 1884.
- Wolfgang de Bruyn (de), Hans-Jürgen Rehfeld, Martin Maurach, Wolfgang Bartel, Horst Häker, Eberhard Siebert: Heinrich von Kleist in Brandenburg und Berlin. Der arme Kauz aus Frankfurt (Oder) In Die Mark Brandenburg Heft 78, Marika Großer Verlag Berlin 2010  (ISBN 978-3-910134-07-2).
- Klaus Günzel (de): Kleist. Ein Lebensbild in Briefen und zeitgenössischen Berichten. Verlag der Nation, Berlin 1984  (ISBN 3-476-00563-1).
- Curt Grützmacher (de): Heinrich von Kleist. Sämtliche Werke, Nach dem Text der Ausgabe letzter Hand unter Berücksichtigung des Erstdrucks und Handschriften. Mit einem Nachwort und Anmerkungen von Curt Grützmacher. Buchgemeinschaft Donauland, Vienne, 1967 (licence de Winkler-Verlags, Munich).
- Peter Horn (de): Kleist-Chronik. Athenäum, 1980.
- Michèle Jung. La perversion dans l'écriture de Heinrich von Kleist. In : Beiträge zur Kleist-Forschung, Kleist-Museum Frankfurt (Oder), 1998.  (ISBN 3-9805717-7-7)
- Michèle Jung. Das Käthchen von Heibronn und die Feuerprobe. Jean Anouilh Inszenierung von 1966. In : Heilbronner Kleist Blätter no 12, Herausgegeben vom Kleist-Archiv Semdner, décembre 2002.
- Michèle Jung, Die Familie Schroffenstein. Ein Beitrag zur Inszenierung des Stückes. Psychoanalyse und Theater, in : Beiträge zur Kleist-Forschung, Kleist-Museum Frankfurt (Oder), 21. Années 2007/2008, Verlag Königshausen&Neumann (Würzburg).  (ISBN 978-3-8260-4207-2)
- Bernd Kauffmann (de) (Hrsg.): Mein Kleist, Theater der Zeit 2011  (ISBN 978-3-942449-29-8).
- Herbert Kraft (de): Kleist. Leben und Werk. Aschendorff, Münster 2007  (ISBN 3-402-00448-8).
- Joachim Maass (de), Kleist: die Geschichte seines Lebens, Scherz, 1977.
- Jürgen Manthey : Emanzipation zum Dichter (Heinrich von Kleist), in ders.: Königsberg. Geschichte einer Weltbürgerrepublik. Munich, 2005  (ISBN 978-3-423-34318-3), p. 360–385.
- Peter Michalzik (de): Kleist – Dichter, Krieger, Seelensucher. Propyläen Verlag, Berlin 2011  (ISBN 978-3-549-07324-7).
- Georg Minde-Pouet, Heinrich von Kleist, seine Sprache und sein Stil, 1897.
- (de) Walter Müller-Seidel (de), « Kleist, Heinrich », dans Neue Deutsche Biographie (NDB), vol. 12, Berlin, Duncker & Humblot, 1980, p. 13–27 (original numérisé).
- Heinz Ohff, Heinrich von Kleist: Ein preussisches Schicksal, Piper Verlag, Munich, 2004.
- Heiko Postma: „Welche Unordnungen in der natürlichen Grazie des Menschen das Bewußtsein anrichtet“. Über den deutschen Dichter Heinrich von Kleist (1777–1811). jmb, Hanovre 2011  (ISBN 978-3-940970-18-3).
- Wolfgang Pütz: Heinrich von Kleist: 'Texte und Materialien' (Themenhefte Zentralabitur). Klett, Stuttgart 2009. 80 p.  (ISBN 978-3-12-347494-1)
- Gerhard Schulz (de): Kleist. Eine Biographie. C. H. Beck, Munich, 2007  (ISBN 978-3-406-56487-1).
- Franz Servaes, Heinrich von Kleist, 1902.
- Eberhard Siebert (de): Heinrich von Kleist – eine Bildbiographie. Studienausgabe. Kleist-Archiv Sembdner, Heilbronn 2011  (ISBN 978-3-940494-32-0). (Heilbronner Kleist-Biographien, volume 2, 364 p.)
- Peter Staengle (de): Heinrich von Kleist. Sein Leben. 4., wiederum durchgesehene und aktualisierte Auflage. Kleist-Archiv Sembdner, Heilbronn 2011  (ISBN 978-3-940494-44-3). (Heilbronner Kleist-Biographien, Band 1)
- Reinhold Steig, Heinrich von Kleist's Berliner Kämpfe, Berlin & Stuttgart 1901.
- Andreas Venzke (de): Kleist und die zerbrochene Klassik. Arena, Würzburg 2011  (ISBN 978-3-401-06646-2).

#### En anglais
- Carol Jacobs, Uncontainable romanticism : Shelley, Brontë, Kleist, 1989.